# 1834 Palach
Palach (asteróide 1834) é um asteróide da cintura principal, a 2,8053614 UA. Possui uma excentricidade de 0,0719867 e um período orbital de 1 919,75 dias (5,26 anos).
Palach tem uma velocidade orbital média de 17,13071307 km/s e uma inclinação de 9,43992º.
Esse asteróide foi descoberto em 22 de Agosto de 1969 por Luboš Kohoutek.